# Strój pływacki PKT/MPK

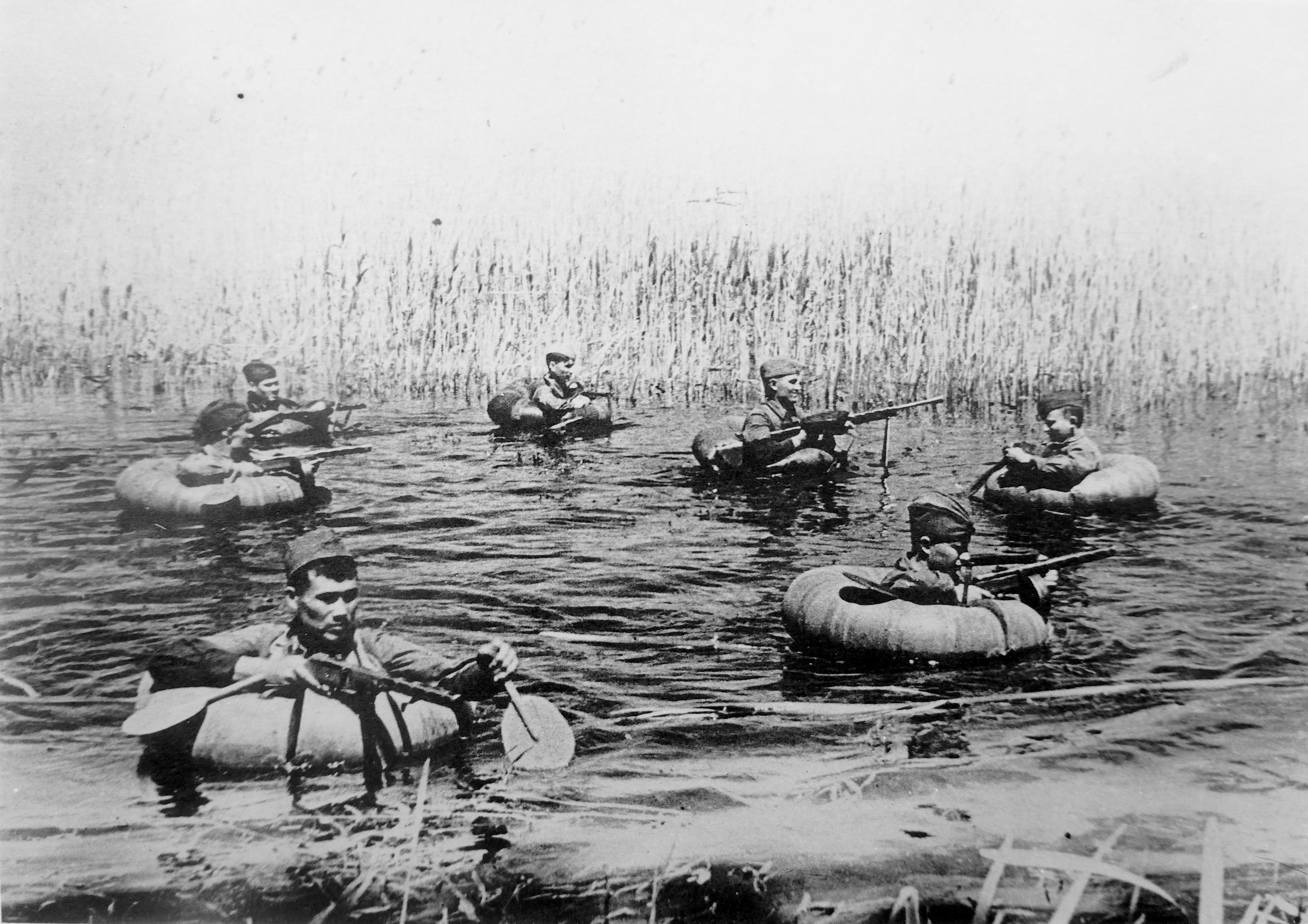
Radzieccy zwiadowcy pokonują przeszkodę wodną w strojach PKT/MPK

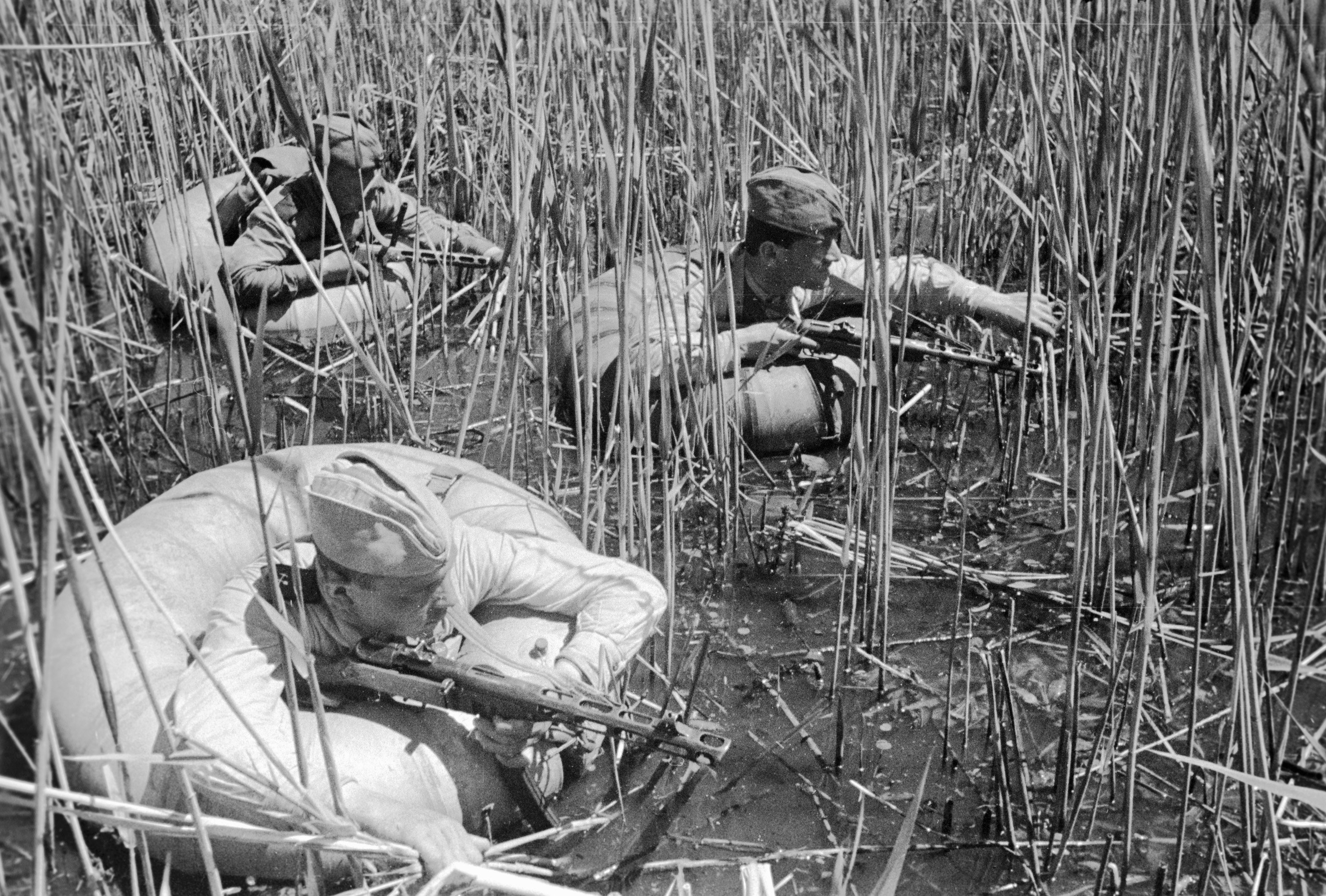
Radzieccy oficerowie wywiadu w strojach PKT/MPK na rzece Kubań

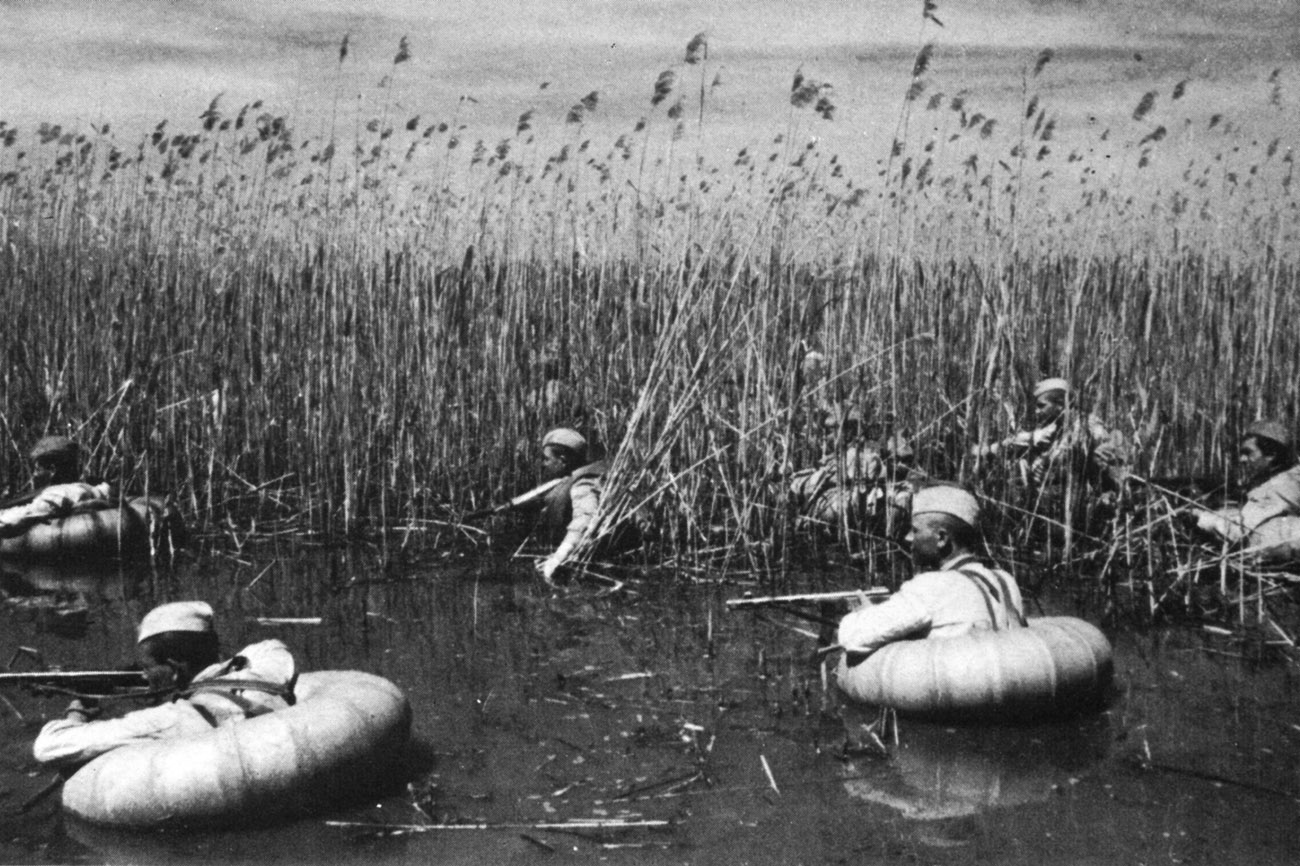
Żołnierze Armii Czerwonej pokonują przeszkodę wodną w strojach PKT/MPK

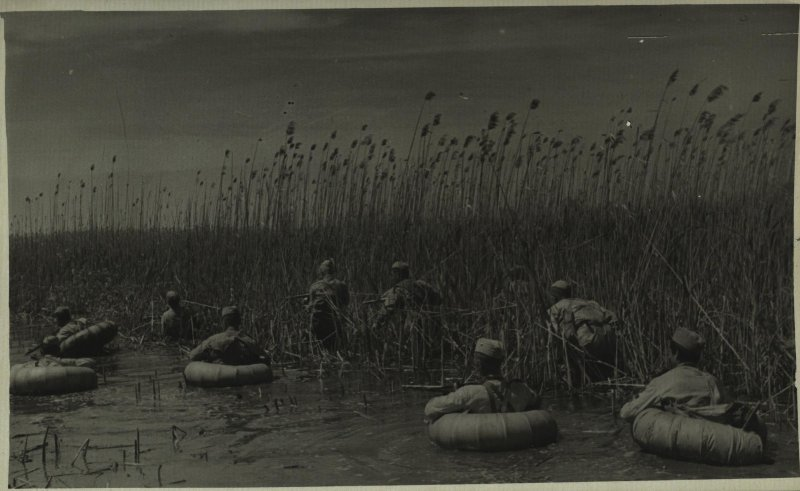
Grupa radzieckich żołnierzy dokonuje rozpoznania sił wroga. Tylko część z nich jest w strojach PKT/MPK; pozostali przemieszczają się przez trzcinowisko

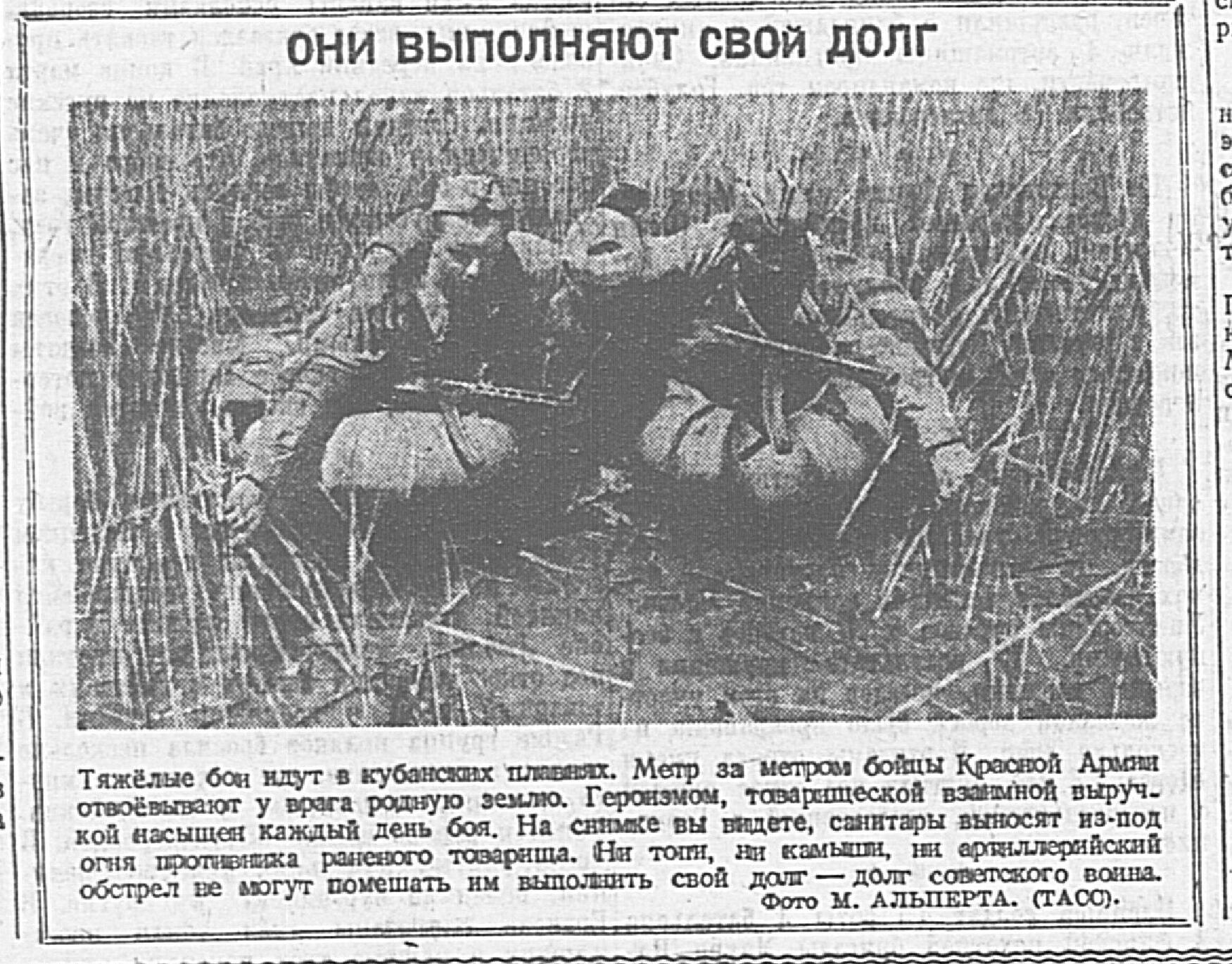
Dwóch czerwonoarmistów w strojach PKT/MPK podtrzymuje rannego towarzysza broni. Fotografia w gazecie „Komsomolskaja prawda” (1943)

Strój pływacki PKT/MPK – specjalny strój używany przez żołnierzy Armii Czerwonej w czasie II wojny światowej do przechodzenia w bród przeszkód wodnych (rzek, kanałów, jezior, sztucznych zbiorników wodnych lub stawów). 

## PKT
Strój pływacki, pierwotnie oznaczony jako PKT i przyjęty na wyposażenie Armii Czerwonej w 1931 roku, składał się z następujących elementów: 
- wypornościowych spodni[1]
- charakterystycznego wypornościowego pasa w kształcie koła ratunkowego, który utrzymywał żołnierza na wodzie[1]
- dwóch krótkich wioseł z szerokimi piórami, wykonanymi z wielowarstwowej prasowanej sklejki impregnowanej wodoodporną mieszanką[1]
- płetw (ocynkowane płyty żelazne), umieszczonych w butach[1]
- pręta do mierzenia głębokości wody[2].

Jednoczęściowe spodnie i buty wykonane z wodoodpornej tkaniny, czerwonoarmista mocował na sobie za pomocą paska i dwóch szelek. Pas wypornościowy uszyty z wodoodpornej tkaniny, wypełniony był lekkim, pływającym materiałem, najczęściej słomą. Aby utrzymywać się na wodzie, żołnierz ubrany w strój, musiał przez cały czas przebywać w pozycji wyprostowanej i poruszać prawą ręką i lewą nogą lub lewą ręką i prawą nogą, jednocześnie. Drewniane wiosła służyły do przyspieszenia ruchu czerwonoarmisty w wodzie. Istniała też możliwość przechodzenia przeszkody wodnej bez pasa wypornościowego, ale tylko do głębokości 1,2 metra. Aby założyć strój, należało najpierw zdjąć karabin i plecak, następnie założyć spodnie, zapinając pasek i szelki, następnie założyć pas wypornościowy i umocować go paskami na ramionach i między nogami. Po założeniu stroju żołnierz zakładał plecak i brał karabin „za plecy”. Podczas przemieszczania się na lądzie, spakowany strój noszony był na plecach.

## MPK
Pas wypornościowy stroju PKT musiał być przetransportowany do punktu przeprawy z już umieszczonym w nim lekkim, pływającym materiałem, co było niewygodne. Dlatego w 1939 roku PKT został zastąpiony zmodernizowanym strojem MPK, w którym pas wypornościowy był już nadmuchiwany. Ponadto MPK nie posiadał metalowych ciężarków, których rolę zaczęła pełnić guma obwisająca po bokach nóg, na których pojawiły się dodatkowe paski do mocowania do wypornościowego pasa. Zmiany te poprawiły osiągi i zmniejszyły wagę stroju o 10 kilogramów.
Pas wypornościowy MPK miał kształt walca wykonanego z gęstej gumowanej tkaniny z drucianą ramą wewnątrz i 16 przegrodami z zaworami zwrotnymi, dzielącymi go na 15 komór. Konstrukcja zaworów znacznie utrudniała uciekanie powietrza z komór sąsiadujących z tym uszkodzonym. Pas pompowano przez rurkę zaworu w taki sposób, że tkanina naciągała się na ramę, a pas przybierał kształt wydłużonego walca; nadmiar powietrza usuwano przez zawór wydechowy. Następnie walec owijano wokół ciała i za pomocą zapięć oraz pętli na końcach formowano go w zamknięty pierścień. Płócienny pasek przypięty do ramion, zabezpieczał pas na wysokości talii. W przypadku uciekania powietrza z pasa wypornościowego podczas przebywania w wodzie, można go było napompować przez rurkę zaworu do wymaganej objętości.

## Użycie
Strój pływacki PKT/MPK wykorzystywano w Armii Czerwonej do poruszania się przez przeszkody wodne oraz do prowadzenia walk w terenie wodnym. Używali go głównie zwiadowcy, małe grupy piechoty oraz żołnierze wojsk inżynieryjnych. Pasy wypornościowe wykorzystywano do transportowania karabinów maszynowych i przeciwpancernych oraz moździerzy i tym podobnych. Strój PKT/MPK był szczególnie intensywnie wykorzystywany wiosną i latem 1943 roku przez wojska Frontu Północno-Kaukaskiego, w czasie powodzi na rzece Kubań.

## Dane techniczne
- Materiał: wodoodporna tkanina gumowana i guma
- Waga stroju: 16 kg (PKT), 6,5 kg (MPK)
- Długość spodni wypornościowych: 160 cm (1. rozmiar), 168 cm (2. rozmiar)
- Średnica zewnętrzna pasa wypornościowego: 87,5 cm
- Średnica ramy drucianej: 25 cm
- Wymiary stroju po spakowaniu: 45×40×30 cm (MPK)
- Czas zakładania stroju: 3–5 min
- Pełna ładowność: 80 kg (PKT), 90 kg (MPK)
- Prędkość ruchu: 5–15 m/min
- Dopuszczalna prędkość prądu: do 1,5 m/s

Czas przepłynięcia spokojnej wody w stroju PKT na dystansie 100 metrów przy wiosłowaniu wiosłami wynosił 5,5–6 minut, natomiast przy wiosłowaniu rękami 7–8 minut.